# Irina Ósipova
Irina Víktorovna Ósipova, en rus: Ирина Викторовна Осипова-Минаева (nascuda el 25 de juny de 1981 a Moscou, Rússia) és una jugadora de bàsquet russa. Té un important palmarès amb Rússia, havent aconseguit 10 medalles en competicions internacionals.